# Dolní Rychnov
Dolní Rychnov (németül: Unter Reichenau) község Csehországban a Karlovy Vary-i kerület Sokolovi járásában. 

## Története
Első írásos említése 1309-ből származik.

## Népesség
A település népessége az elmúlt években az alábbi módon változott:
| Lakosok száma | 1002 | 2044 | 2697 | 2768 | 1485 | 1245 | 1355 | 1318 | 1319 | 1318 |
|               | 1869 | 1890 | 1921 | 1950 | 1980 | 2001 | 2017 | 2019 | 2022 | 2024 |

## Jegyzetek

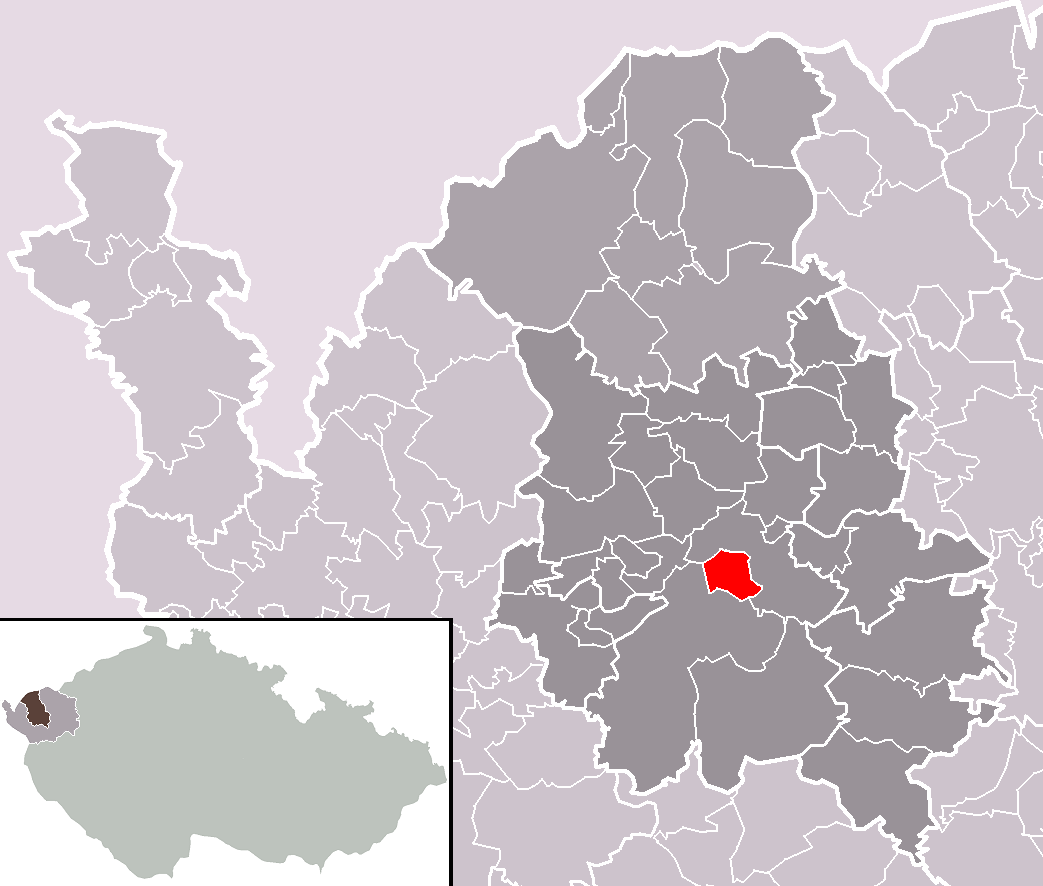
A község közigazgatási területe